# Chevrolet Fleetline
Der Chevrolet Fleetline war ein Personenkraftwagen mit Stufenheck oder Fließheck. Er wurde gebaut
- 1941–1942 als Special Deluxe,
- 1943–1945 in unterschiedlichen Bauarten als Personen- und Kombinationskraftfahrzeug für die US-Army,
- 1949–1952 als Special und
- 1949–1952 als Deluxe.